# أل كارسون
أل كارسون (بالإنجليزية: Al Carson)‏ هو لاعب كرة قاعدة أمريكي، ولد في 22 أغسطس 1882 في شيكاغو في الولايات المتحدة، وتوفي في 26 نوفمبر 1962 في سان دييغو في الولايات المتحدة.

## وصلات خارجية
- أل كارسون على موقعبيزبول رفرنس.كوم (الدوري الرئيسي) (الإنجليزية)
- أل كارسون على موقعبيزبول رفرنس.كوم (الدوري الثانوي) (الإنجليزية)